# 月河镇 (桐柏县)
月河镇，是中华人民共和国河南省南阳市桐柏县下辖的一个乡镇级行政单位。

## 行政区划
月河镇下辖以下地区：
徐寨村、西湾村、袁庄村、北湾村、晏庄村、金桥村、老街村、张堂村、林庙村、彭寨村、唐城村、月河村、罗堂村、闵庄村、沈庄村、汪庄村、彭坎村和白庙村。